# Marghuz
 (juillet 2024).
La mise en forme du texte ne suit pas les recommandations de Wikipédia : il faut le « wikifier ».
Les points d'amélioration suivants sont les cas les plus fréquents. Le détail des points à revoir est peut-être précisé sur la page de discussion.
- Les titres sont pré-formatés par le logiciel. Ils ne sont ni en capitales, ni en gras.
- Le texte ne doit pas être écrit en capitales (les noms de famille non plus), ni en gras, ni en italique, ni en « petit »…
- Le gras n'est utilisé que pour surligner le titre de l'article dans l'introduction, une seule fois.
- L'italique est rarement utilisé : mots en langue étrangère, titres d'œuvres, noms de bateaux, etc.
- Les citations ne sont pas en italique mais en corps de texte normal. Elles sont entourées par des guillemets français : « et ».
- Les listes à puces sont à éviter, des paragraphes rédigés étant largement préférés. Les tableaux sont à réserver à la présentation de données structurées (résultats, etc.).
- Les appels de note de bas de page (petits chiffres en exposant, introduits par l'outil «  Source ») sont à placer entre la fin de phrase et le point final[comme ça].
- Les liens internes (vers d'autres articles de Wikipédia) sont à choisir avec parcimonie. Créez des liens vers des articles approfondissant le sujet. Les termes génériques sans rapport avec le sujet sont à éviter, ainsi que les répétitions de liens vers un même terme.
- Les liens externes sont à placer uniquement dans une section « Liens externes », à la fin de l'article. Ces liens sont à choisir avec parcimonie suivant les règles définies. Si un lien sert de source à l'article, son insertion dans le texte est à faire par les notes de bas de page.
- La présentation des références doit suivre les conventions bibliographiques. Il est recommandé d'utiliser les modèles {{Ouvrage}}, {{Chapitre}}, {{Article}}, {{Lien web}} et/ou {{Bibliographie}}. Le mode d'édition visuel peut mettre en forme automatiquement les références.
- Insérer une infobox (cadre d'informations à droite) n'est pas obligatoire pour parachever la mise en page.

Pour une aide détaillée, merci de consulter Aide:Wikification.
Si vous pensez que ces points ont été résolus, vous pouvez retirer ce bandeau et améliorer la mise en forme d'un autre article.
Marghuz (ou Markuz Buyuruk Khan ; vers 1055 - 1100) était le Khagan des Tatars de la fin du XIe siècle, de 1089 à 1100, issu de la maison Kéraït.

## Biographie

### Nom
Le mot turc "Buyuruk" ou "Buyurug" signifie "gouverner" et est souvent utilisé comme titre de Khan parmi les Kéreit et les Naimans. En 1007, son ancêtre homonyme, le Khagan des Tatars se convertit au christianisme et demanda à prendre le nom de Marguz lors de son baptême, et le métropolite nestorien d'Asie centrale le mentionne.Le nom Marguz (Marquz), vient du prénom « Marc ».

### Campagne contre les Khitans
Tributaire des Khitans (dynastie Liao) depuis 1089 lorsque ceux-ci l'ont reconnue comme Khagan en échange du payement d'un tribut, Marghuz se révolte en 1093, après qu'un general Khitan, Yelu Helu Saugu, ait attaqué par erreur l'ordo de Marghuz. La rebellion dura huit années jusqu'en 1100, lorsque les Khan vassaux de Marghuz se rendirent l'une après l'autre. L'empereur Liao Daozong ordonna aux princes Tatars de lui livrer Marghuz, ce qu'ils firent. Marghuz fut exécuté par le tribunal Liao et la rébellion fut réprimée. Sa veuve, Qutuqtai Härigchi, se venge des princes Tatar qui ont trahis sont défunt époux.

## Famille
On lui connait une épouse, Qutuqtai Härigchi, et un fils Sariq Khagan, qui lui succède sur le trône Tatar. De plus un eut un autre fils au nom inconnu, père de Cyriacus Buyruk Khan.